# Sigurd Björling
Sigurd Björling (ur. 2 listopada 1907 w Sztokholmie, zm. 8 kwietnia 1983 w Helsingborgu) – szwedzki śpiewak operowy, baryton.

## Życiorys
Był uczniem Louisa Condégo (1928–1930), następnie studiował w konserwatorium w Sztokholmie u Johna Forsella i Torstena Lennartsona (1933–1934). Zadebiutował w 1935 roku w Operze Królewskiej w Sztokholmie jako Alfio w Rycerskości wieśniaczej. Koncertował w wielu teatrach operowych w Europie i Stanach Zjednoczonych, m.in. w 1951 roku wystąpił w Covent Garden Theatre w Londynie jako Amfortas w Parsifalu, a w 1952 roku w Metropolitan Opera w Nowym Jorku jako Telramund w Lohengrinie.
Specjalizował się w rolach z oper Richarda Wagnera, Giuseppe Verdiego i W.A. Mozarta, występował też w operach autorstwa kompozytorów współczesnych (Mathis der Maler Paula Hindemitha, Peter Grimes Benjamina Brittena). Wykonywał także partie oratoryjne i mszalne.